# Marina Nilsdotter (Grip)
Marina Nilsdotter (Grip) var en svensk hovfunktionär. 

## Biografi
Marina Nilsdotter var dotter till riddaren, riksrådet och östgötalagmannen Nils Bosson (Grip), till Vinäs och Anna Arvidsdotter Trolle. Hon gifte sig första gången med riddaren Karl Eriksson (Gyllenstierna), som avled 1541. Hon gifte sig andra gången 1548 på slottet Tre Kronor i Stockholm med riksrådet Claes Göransson (Stiernsköld), död 1583.
Marina Nilsdotter var hovmästarinna vid svenska hovet.